# ارنستو کاسترو
ارنستو کاسترو (به انگلیسی: Ernesto Castro; ۲۶ مهٔ ۱۹۷۱) سیاستمدار و تاجر اهل السالوادور است که هم‌اکنون به‌عنوان رئیس مجلس قانونگذاری السالوادور خدمت می‌کند. کاسترو قبلاً به عنوان منشی و مشاور خصوصی نجیب بوکله از سال ۲۰۱۲ تا ۲۰۲۰ فعالیت می‌کرد.

## دیدگاه‌های سیاسی
کاسترو با قانونی شدن سقط جنین در السالوادور مخالف است. در مارس ۲۰۲۳، کاسترو در توییتر نوشت: «حتی کمترین احتمالی وجود ندارد که مجلس قانونگذاری به رهبری حزب ایده‌های نو به نفع قانونی کردن سقط جنین رأی دهد.»